# Ceratophysella semnacantha
Ceratophysella semnacantha är en urinsektsart som först beskrevs av Börner in Schille 1912.  Ceratophysella semnacantha ingår i släktet Ceratophysella och familjen Hypogastruridae. Inga underarter finns listade i Catalogue of Life.